# Il Mattino
Il Mattino (le matin) est un quotidien italien, de Naples, tiré en moyenne à 80 000 exemplaires (janv. 2007), de droite modérée.

## Histoire
Il Mattino a été publié pour la première fois le 16 mars 1892 par les époux et journalistes Edoardo Scarfoglio et Matilde Serao, qui avaient travaillé ensemble au Corriere di Napoli,.
Au moment de sa fondation, Edoardo Scarfoglio était le propriétaire du journal. Après sa mort en 1917, la propriété est passée à ses fils Paolo et Carlo. Dès le début, les collaborateurs sont des noms illustres comme Roberto Bracco pour la critique théâtrale. C'est un journal hostile au parlementarisme et au mouvement ouvrier, qui se veut l'interprète de la classe moyenne de l'Italie du Sud. En 1924, le journal change de mains : la Banco di Napoli acquiert la majorité des parts. Certains industriels prennent des parts minoritaires, dont l'armateur Achille Lauro. Pendant la Seconde Guerre mondiale, le régime dédommage Achille Lauro, qui a engagé toute sa flotte dans le transport de troupes et de marchandises, désormais décimées, en lui donnant 50% de la propriété de tous les journaux napolitains, dont Il Mattino. Le journal ne manque pas une occasion de faire l'éloge du régime. 
Après la libération de Naples en octobre 1943, le commandement allié décide de fermer le journal pour connivence avec le régime fasciste.
Après la fin de la Seconde Guerre mondiale, le Banco di Napoli redevient propriétaire du journal. Le journal revient dans les kiosques le 9 avril 1950. 
Dans les années 1980, Il Mattino connaît son âge d'or : au cours de cette décennie, l'équipe de football de Naples est animée par Diego Maradona, et remporte deux fois le championnat d'Italie de football, en 1987 et 1990. Le journal atteint des records de vente avec 180 000 exemplaires. En 1985, un de ses journalistes, Giancarlo Siani, qui suivait de près l'activité de la mafia locale, la Camorra, est retrouvé assassiné devant chez lui. Marco Risi réalise une quinzaine d'années plus tard un film, Fortapàsc, à partir de ce fait divers réel.
Au XXIe siècle, les tirages se tassent. Le 30 mai 2018, le journal se renouvelle graphiquement.